# Alex O'Loughlin
Alex O'Loughlin (n. 24 august 1976, Canberra) este un actor australian renumit pentru rolul său ca Steve McGarrett în serialul Hawaii 5.0 A mai apărut și în alte seriale și filme precum Oyster Farmer (2004), The Back-up Plan (2010), Moonlight (2008) și Three Rivers (2009).

## Filmografie
| An   | Titlu            | Rol            |
| ---- | ---------------- | -------------- |
| 2004 | Oyster Farmer    | Jack Flange    |
| 2005 | Man-Thing        | Eric Fraser    |
| 2005 | Feed             | Michael Carter |
| 2006 | The Holiday      | Kissing Couple |
| 2007 | The Invisible    | Marcus Bohem   |
| 2007 | August Rush      | Marshall       |
| 2009 | Whiteout         | Russell Haden  |
| 2010 | The Back-up Plan | Stan           |

| An      | Titlu                                 | Rol                  | Note                                                                                  |
| ------- | ------------------------------------- | -------------------- | ------------------------------------------------------------------------------------- |
| 2003    | White Collar Blue                     | Ian Mack             | Episod: "2:01"                                                                        |
| 2004    | Love Bytes                            | Dave                 | Episod: "Net Nanny"                                                                   |
| 2004    | Black Jack: Sweet Science             | Luke Anderson        | Film TV                                                                               |
| 2005    | The Incredible Journey of Mary Bryant | Will Bryant          |                                                                                       |
| 2007    | The Shield                            | Kevin Hiatt          | 7 episodes                                                                            |
| 2007–08 | Moonlight                             | Mick St. John        | 17 episoade                                                                           |
| 2009    | Criminal Minds                        | Vincent Rowlings     | Episode: "The Big Wheel"                                                              |
| 2009–10 | Three Rivers                          | Dr. Andy Yablonski   | 13 episodes                                                                           |
| 2010–20 | Hawaii Five-0                         | LCDR Steve McGarrett | 167 episoade A câștigat premiul People's Choice Award for Best New TV Drama (2010–11) |